# Surrogato
In economia, un surrogato è un sostituto di un altro determinato bene. Può essere un prodotto di largo consumo, sviluppato in condizioni di necessità (tipicamente in tempo di guerra o sotto embargo) in sostituzione di un altro prodotto comune quando quest'ultimo non si può più importare o produrre a causa di una improvvisa interruzione delle vie commerciali. Viene spesso associato a bassa qualità, e ha spesso connotazione negativa.

## Descrizione
Durante la prima guerra mondiale, la flotta della Triplice intesa impediva l'arrivo di trasporti via mare in Germania; nacquero così molti surrogati (ersatz, che divenne anche la parola inglese), come la gomma sintetica (Buna della società tedesca IG Farben, prodotta dal petrolio), il benzene per il riscaldamento e un caffè ricavato dai fagioli arrostiti.
In Italia, durante la seconda guerra mondiale e anche prima, a causa dell'embargo della società delle Nazioni e dell'autarchia, si cercò di produrre una serie di surrogati, come il carcadè (surrogato del tè), il caffè d'orzo o di cicoria, o altre bevande composte da cereali e legumi macinati, ad esempio la Miscela Leone, come surrogati del caffè. Inoltre si incoraggiò il consumo del pesce al posto della carne, e del riso al posto della pasta.
Anche nazioni che furono indirettamente afflitte da blocchi economici svilupparono surrogati, ad esempio la Svezia durante la seconda guerra mondiale: lì, un certo tipo di gas prodotto bollendo il legno (gengas) venne usato come succedaneo del gasolio.

## I prodotti autarchici
Il grande sviluppo dei surrogati sotto la spinta dell'autarchia fece sì che essi prendessero il nome di prodotti autarchici, conservando spesso il loro significato di prodotti di scarsa qualità. Il termine venne applicato anche a settori difficilmente immaginabili: ad esempio venne costituita la società Spea Società prodotti esplodenti autarchici.

## Succedaneo
Si usa il termine  succedaneo per indicare un prodotto che, pur diverso di origine, è idoneo a  prendere il posto di un altro e che presenta qualità diverse, a volte non inferiori. 
Alcune fibre sintetiche, ad esempio, si pongono in buona concorrenza con le fibre naturali.
La stessa gomma sintetica, dapprima cattivo surrogato di quella naturale, si è evoluta in polimeri sempre più perfezionati. Invenzione tedesca, nel corso della seconda guerra mondiale trovò uno sviluppo enorme quando gli Stati Uniti videro le loro fonti di caucciù (la Malaysia e le Indie Olandesi) occupate dal Giappone.